# 60 años de rock mexicano
60 años de rock mexicano es una trilogía de libros de historia, documentación de la música, por Rafael González Villegas, más conocido como el Sr. González, escritor, y músico, exintegrante de Botellita de Jerez.
Esta obra tuvo su primera edición en 2016 por Ediciones B. La trilogía incluye tres obras, las cuales son:
- 60 años de rock mexicano. Volumen 1 (1956-1979)
- 60 años de rock mexicano. Volumen 2 (1980-1989)
- 60 años de rock mexicano. Volumen 3 (1990-2016)

La obra es un viaje por la escena del rock mexicano, a través de anécdotas de bandas, unas conocidas y otras con menor trayectoria, esto acompañado del relato de la experiencia del autor, quien es uno de los protagonistas de la escena de música rock y alternativa en México.

## La Trilogía

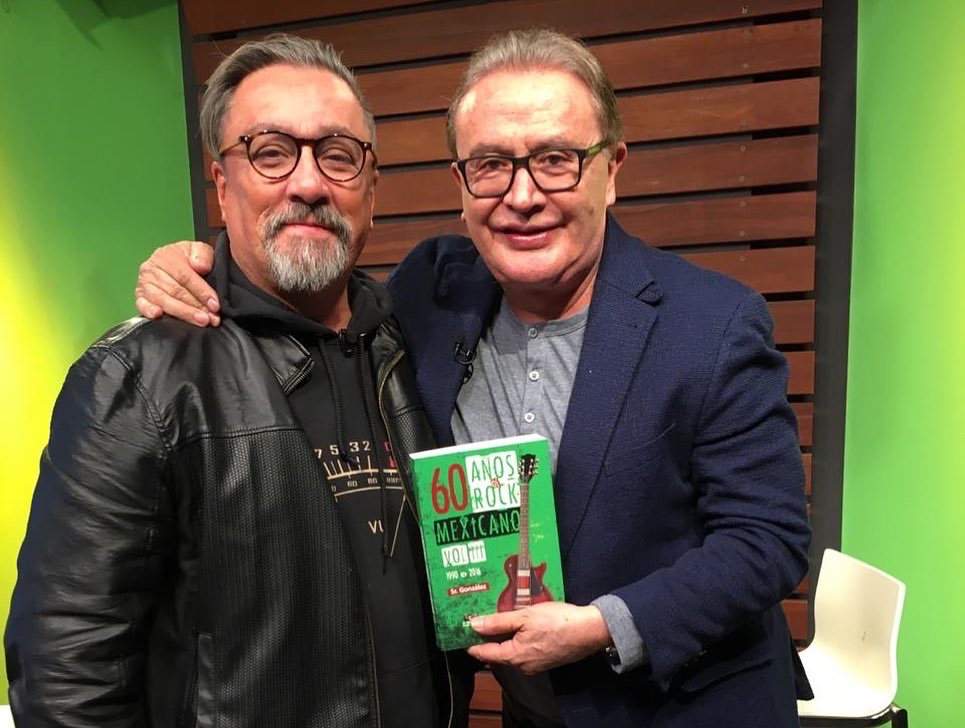
Sr. González y Ricardo Rocha, Radio Fórmula 2019

La trilogía incluye referencias a grupos y artistas como Los Yaki, Náhuatl, Los Dug Dug’s, Angélica María, Gloria Ríos, Los Locos del Ritmo, Los Apson, Los Novels, Arturo Labastida, Los 4 Soñadores, Los Zipps o Los NicolQuinn. El autor aborda cada década con un capítulo de contexto, y después incluye fichas de diferentes bandas. Por lo tanto, el libro puede leerse de principio a fin con el objetivo de conocer la historia de más de medio siglo, o también recurrir a la obra como un libro de consulta.
Frente a quienes consideran el rock mexicano malinchista y mediocre, el autor expone: -“Sí, es así, pero también cuenta con músicos profesionales que hacen obras de gran calidad. Hay que tener claro que el rock mexicano no es solo de una manera, sino diverso”. Al principio del libro se pregunta "-¿Qué es el rock?", y a través de las múltiples respuestas a esta interrogante, incluye reggae, metal, punk, new wave, techno, movimiento rupestre, etno-rock, rock mestizo e incluso el rock urbano.

En 60 años de rock mexicano, el Sr. González relata una experiencia como integrante de la escena de rock en español, a la par que enlista la obra de cientos de artistas. Considera que la historia del rock mexicano ha sido a contracorriente, pero sin embargo es importante documentarla, por lo que se esforzó en publicar la trilogía que cubre los años de 1956 al 2016. Gracias a esta experiencia, el autor afirma que: 

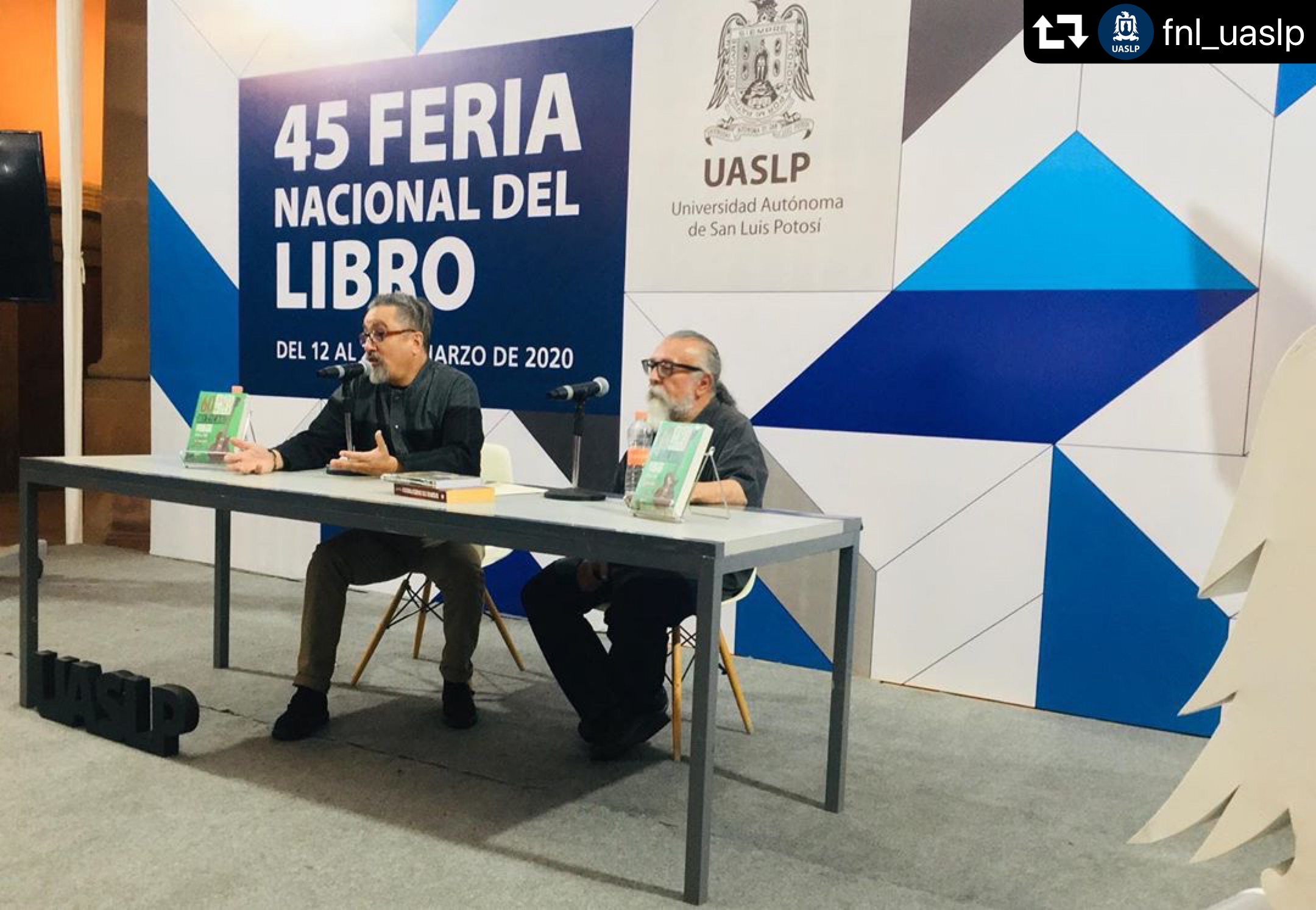
Presentación del vol. 3 de 60 años de rock mexicano, San Luis Potosí mar 2020

“Yo solía pensar que la historia del rock mexicano estaba plagada de eslabones perdidos, pero lo cierto es que todo va conectado. Las cosas suceden por reacción a lo ocurrido. Que ahora haya bandas haciendo rock con las características que poseen, no es porque sí nada más. No es por generación espontánea, hubo un antes.”
Esta obra ha sido muy bien recibida por la comunidad del rock en México.

### Volumen 1 (1956-1979)
En este primer tomo, el Sr. González considera que: «Más allá de otras influencias y enajenaciones propias de la edad, el común denominador de cualquier joven en el mundo es su rebeldía, así que no fue difícil que el rock and roll se convirtiera en un catalizador universal».
Algunos de los artistas mencionados en este tomo son Gloria Ríos, Kenny y los Eléctricos, La Revolución de Emiliano Zapata, Pop Music Team, Johnny Laboriel, Baby Bátiz, Los Sinners, León Chávez Teixeiro, Guillermo Briseño, entre muchos otros.

### Volumen 2 (1980-1989)
En este segundo tomo, el Sr. González observa que: «El rock mexicano sobrevivió en el olvido de los grandes públicos para realizar la búsqueda de un sonido propio. Dejó de ser un género de intérpretes e imitadores para ser uno de creadores de su propia expresión».
Algunos de los artistas mencionados en este segundo tomo son Caifanes, Maná, Café Tacvba, Víctimas del Doctor Cerebro, El Tri, Maldita Vecindad y los Hijos del Quinto Patio, Aleks Syntek, Nina Galindo, Santa Sabina, Sergio Arau, entre otros.

### Volumen 3 (1990-2016)
En este tercer tomo, el Sr. González manifiesta que: «Mientras exista el impulso de generar música a partir de la inconformidad con las situaciones injustas y adversas que nos rodean, mientras varias personas afines se junten y organicen sus propias condiciones de trabajo y creatividad (comenzando con la conformación de una banda), y mientras no se pierda el carácter lúdico durante el proceso, el rock seguirá vivo». A lo largo de la crónica de los libros que conforman la trilogía, se abordan sucesos que tuvieron gran impacto en la vida social como lo son la masacre del 68, el halconazo del 71, el terremoto del 85, el surgimiento del EZLN en el 94, y otros momentos que dejaron huella en las personas, y por supuesto, en los creadores de música, por ejemplo, la defensa de las costureras en el 98: «ese 1998, un grupo de punks montó guardia en San Antonio Abad, en la Ciudad de México, para defender al sindicato de costureras 19 de septiembre, mostrando otra cara de la conciencia social y el activismo de las tribus roqueras. Así como los punks han sido protagonistas de batallas campales y vandalismo (como en los casos de los conciertos del verano de 1995 en el Tianguis Cultural del Chopo y en el de la banda británica GBH en el Frontón México en 1996), lo que les ha valido mala fama llevada a la estigmatización de autoridades y medios, también han mostrado en más de una ocasión su compromiso hacia ciertas causas».
En este tercer y último tomo se mencionan los siguientes artistas Los Estrambóticos, Charlie Monttana, Julieta Venegas, Molotov (banda), Natalia Lafourcade, La Internacional Sonora Balkanera, Las Ultrasónicas, Ely Guerra, Plastilina Mosh, Jaguares, La Gusana Ciega, Carla Morrison, entre muchos otros.

## Contexto bibliográfico
La crónica del rock en México cuenta con varios esfuerzos para documentar la escena. Por ejemplo, la Universidad de Guadalajara tiene un libro sobre el rock tapatío, Tere Estrada publicó una obra con relación a las mujeres en el rock nacional, David Cortés es autor de un libro enfocado al rock progresivo y el llamado rock de oposición o contracultural, y Federico Arana se suma a esta área con el libro "Guaraches de Ante Azul".